# Älvtank

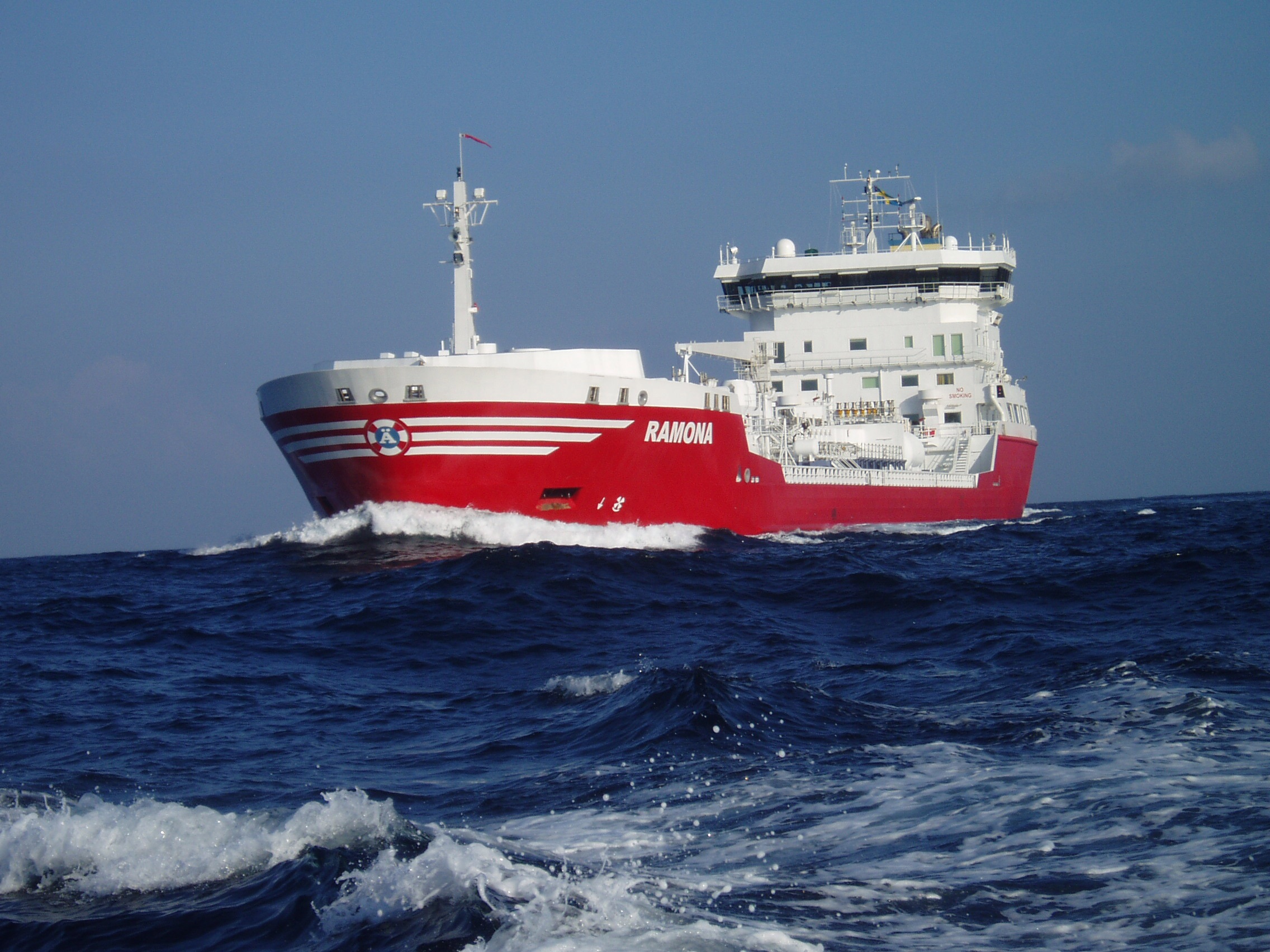
Ramona

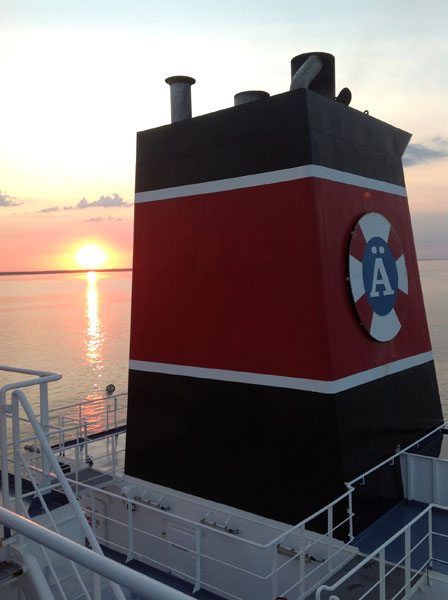

Rederi AB Älvtank är ett svenskt rederi från Donsö. Företaget grundades år 1948 av Fridolf Jakobsson när det första fartyget "Ramona" köptes. 
2025 hade Älvtank tre fartyg, Ramanda, Ramelia och Ramira. Ramona, såld 2024, byggdes av Älvtank, i samarbete med Furetank som hade två systerfartyg till Ramona, under 2004 i Kina. Ramanda blev levererat till rederiet under juli 2018 som det andra fartyget i en nybyggnadsserie av sex fartyg, och som Ramona byggs även dessa i Kina. Ramelia levererades ungefär ett år senare under 2019. Fartygen tillhör den av Furetank byggda Vinga serien. De fartyg som byggs i denna serie ska kunna köra på det mer miljövänliga bränslet LNG, vilket kommer att resultera i en minskning av koldioxidutsläpp med 55% om man jämför Vinga fartygen med den tidigare generationens fartyg, som Ramona.
Älvtank ägs idag av Fridolf Jakobssons barn och barnbarn. Fartygen går under svensk flagg och med Donsö som hemmahamn.

## Fartyg
- Kristina (1922-1929)
- Nanny (1930-1943)
- Ramona (1948-1961)
- Älvtank (1951-1979)
- Tanker (1956-1975)
- Älvtank (1979-1993)
- Älvtank (1993-2002)
- Ramona (1996-2002)
- Nanny (1999-2008)
- Älvtank (2002-2005)
- Ramona (2004-2024)
- Ramira (2009-2018)
- Ramanda (2018-)
- Ramelia (2019-)
- Ramira (2024-)

| \| M/T Ramanda \|     |                                             |
|                       |                                             |
| Allmänt               |                                             |
| Typklass/Konstruktion | Tankfartyg 17 600 dwt                       |
| Systerfartyg          | inom Älvtank, Ramelia, Ramira               |
| Registreringshamn     | Donsö, Sverige                              |
| Historik              |                                             |
| Byggnadsvarv          | Avic Dingheng Shipyard, Shanghai, Kina 2018 |
|                       |                                             |
| M/T Ramanda           |                                             |

| M/T Ramanda |

| \| M/T Ramelia \|     |                                             |
| Allmänt               |                                             |
| Typklass/Konstruktion | Tankfartyg 17 600 dwt                       |
| Systerfartyg          | inom Älvtank, Ramanda, Ramira               |
| Registreringshamn     | Donsö, Sverige                              |
| Historik              |                                             |
| Byggnadsvarv          | Avic Dingheng Shipyard, Shanghai, Kina 2019 |
|                       |                                             |
| M/T Ramelia           |                                             |

| M/T Ramelia |

| \| M/T Ramira \|      |                                             |
| Allmänt               |                                             |
| Typklass/Konstruktion | Tankfartyg 17 600 dwt                       |
| Systerfartyg          | inom Älvtank, Ramanda, Ramelia              |
| Registreringshamn     | Donsö, Sverige                              |
| Historik              |                                             |
| Byggnadsvarv          | Avic Dingheng Shipyard, Shanghai, Kina 2021 |
|                       |                                             |
| M/T Ramira            |                                             |

| M/T Ramira |